# Subregió de Van
La subregió de Van (en turc: Van Alt Bölgesi) (TRB2) és una subregió estadística de Turquia.

## Províncies
- Província de Van (TRB21)
- Província de Muş (TRB22)
- Província de Bitlis (TRB23)
- Província de Hakkâri (TRB24)